# Пояс Тайхэйё
Пояс Тайхэйё (яп. 太平洋ベルト Тайхэйё: Бэруто, дословно «Тихоокеанский пояс»), также известный как коридор Токайдо, представляет собой мегалополис (перетекающие одна в другую городские агломерации) в Японии, простирающийся от префектуры Ибараки на северо-востоке до префектуры Фукуока на юго-западе, протяженностью почти 1200 километров (750 миль). В поясе Тайхэйё проживает около 80 миллионов человек.

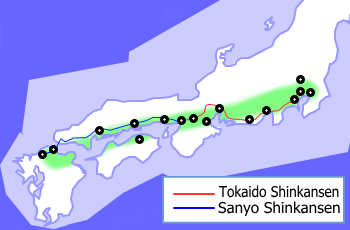
Карта пояса Тайхэйё с указанием маршрутов Синкансэн Токайдо и Санъё.

Зона заселённости проходит в основном вдоль тихоокеанского побережья (отсюда и название) Японии от региона Канто до Осаки и Внутреннего моря (с обеих сторон) до Фукуоки и сосредоточена вдоль железнодорожного коридора Токайдо — Санъё. Ночной вид на Японию отчётливо показывает довольно плотную и непрерывную полосу света, очерчивающую регион. Около 73 % территории страны занимают горы, покрытые густыми лесами (в целом леса покрывают 68,55 % страны). Поэтому население в основном проживает на остальной территории: прибрежных равнинах и (в меньшей степени) в межгорных долинах. Половина населения Японии проживает на аллювиальных равнинах, составляющих лишь 10 % её площади, в агломерациях с центрами в Токио, Осаке и Нагое. В 2020 году 91,8 % Японии проживало в городах. Бо́льшая часть населения страны, около 80 миллионов горожан, живёт в поясе Тайхэйё на тихоокеанском побережье острова Хонсю, в основном в нескольких крупнейших городских агломерациях, расположенных на нескольких крупных равнинах: равнине Канто, равнине Кинай и равнине Ноби. Ядром пояса Тайхэйё является Большой Токио — городская территория, городская агломерация и региональная агломерация с самым большим населением в мире (38 140 000 человек на 2016 год). Почти каждый третий японец живёт в районе Большого Токио.
Хотя в поясе Тайхэйё проживает бо́льшая часть населения Японии, упоминания этого термина на японском языке носят в основном экономический или региональный характер. Этот термин был впервые использован в 1960 году в отчёте подкомитета Экономической комиссии, созданном для удвоения национального дохода. В то время он был определён как ядро национального промышленного комплекса. За исключением района Мияги, почти вся обрабатывающая промышленность страны находится в этой зоне, на которую в 2007 году приходилось 81 % национального производства (около 4—5 триллионов  долларов США).
Этот регион определён Министерством международной торговли и промышленности как совокупность префектур: Ибараки, Сайтама, Тиба, Токио, Канагава, Сидзуока, Айти, Гифу, Миэ, Осака, Хиого, Вакаяма, Окаяма, Хиросима, Ямагути, Фукуока и Оита.
Со стороны Японского моря есть гораздо менее населённая цепочка городов, из-за небольших равнин называемая Ура-ниппон (яп. 裏日本) (буквально «внутренняя сторона Японии»), протянувшаяся на 1000 км от Акиты до Ямагути. На него часто ссылаются в связи с поясом Тайхэйё. Линия Синкансэн к югу (и западу) от Токио проходит через города пояса.

## Крупные города

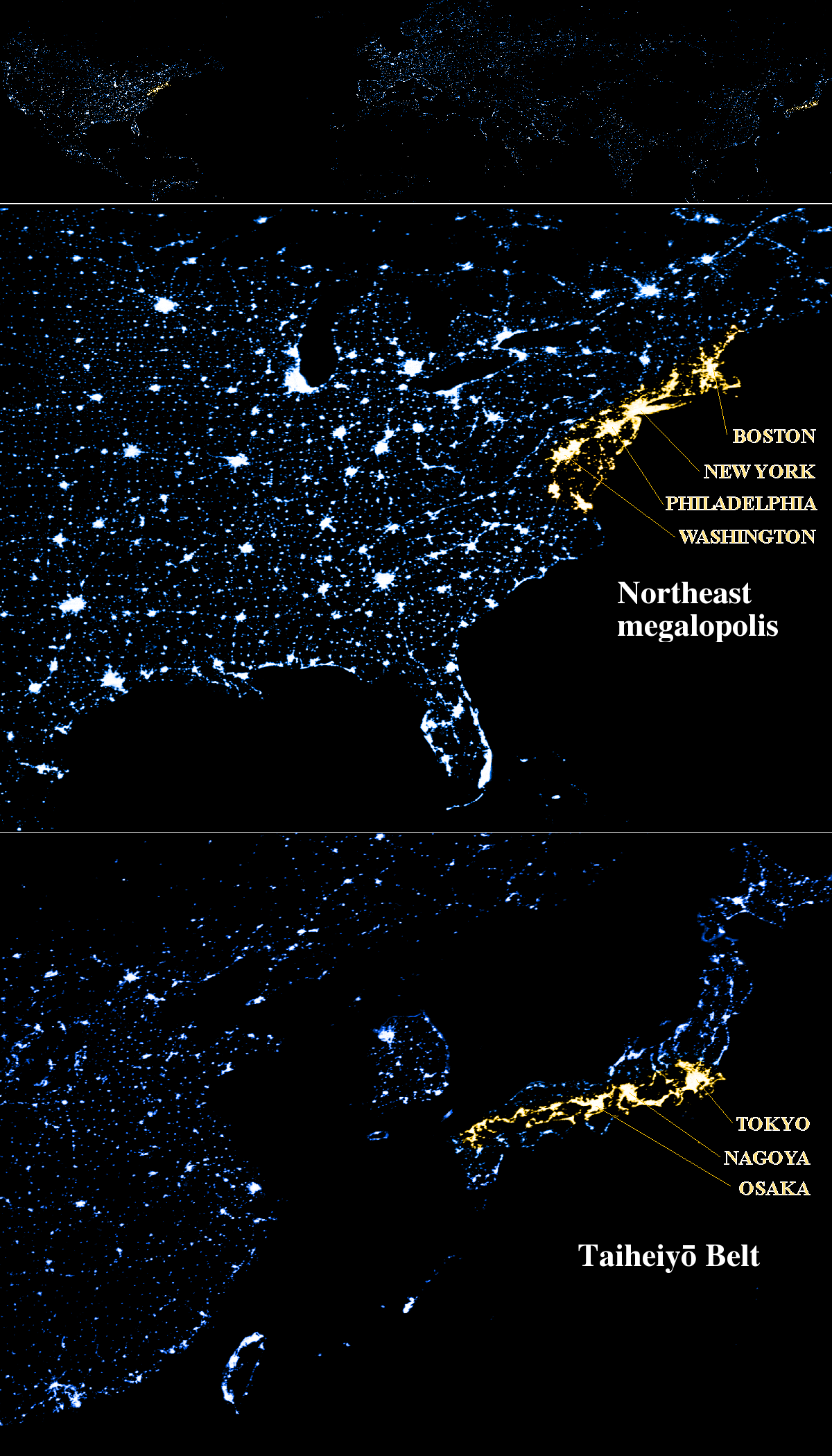
Сравнение ночных спутниковых снимков (в масштабе) двух мегалополисов: Босваш в США и Пояс Тайхэйё в Японии.

Крупные города пояса Тайхэйё

Перечислены с севера на юг:
| Город            | Регион | Включает                                      | Население (2010) | ВВП (в долларах США) |
| ---------------- | ------ | --------------------------------------------- | ---------------- | -------------------- |
| Большой Мито     | Канто  | Хитатинака                                    | 678,969          | 30,258               |
| Большая Цукуба   | Канто  | Цутиура                                       | 847,292          | 37,132               |
| Большой Токио    | Канто  | Сайтама, Тиба, Йокогама, Кавасаки, Сагамихара | 34,834,167       | 1,797,899            |
| Большой Нумадзу  | Тюбу   | Мисима                                        | 509,249          | 22,888               |
| Большая Сидзуока | Тюбу   | Яидзу, Фудзиэда                               | 1,001,597        | 45,840               |
| Большой Хамамацу | Тюбу   | Ивата, Фукурои                                | 1,133,879        | 54,258               |
| Большой Тоёхаси  | Тюбу   | Тоёкава                                       | 676,333          | 31,001               |
| Большая Нагоя    | Тюбу   | Итиномия, Касугаи, Кувана, Кани               | 5,490,453        | 256,290              |
| Большой Йоккаити | Кансай | Судзука                                       | 621,689          | 29,072               |
| Большой Киото    | Кансай | Удзи, Оцу, Кусацу                             | 2,679,094        | 115,258              |
| Большая Осака    | Кансай | Сакаи, Хигасиосака, Нисиномия, Нара           | 12,273,041       | 516,775              |
| Большой Кобе     | Кансай | Акаси, Какогава, Такасаго                     | 2,431,076        | 96,004               |
| Большой Химэдзи  | Кансай | Тацуно                                        | 784,365          | 33,587               |
| Большая Вакаяма  | Кансай | Иваде                                         | 584,852          | 24,592               |
| Большая Токусима | Сикоку | Анан                                          | 680,467          | 28,384               |
| Большая Окаяма   | Тюгоку | Курасики, Содзя                               | 1,532,146        | 63,101               |
| Большой Такамацу | Сикоку | Маругаме                                      | 830,040          | 34,722               |
| Большая Фукуяма  | Тюгоку | Ономити                                       | 764,838          | 31,518               |
| Большая Хиросима | Тюгоку | Хацукаити, Футю                               | 1,141,848        | 61,345               |
| Большая Мацуяма  | Сикоку | Иё                                            | 642,841          | 24,509               |
| Большой Китакюсю | Кюсю   | Юкухаси, Ногата                               | 1,370,169        | 55,693               |
| Большая Фукуока  | Кюсю   | Касуга, Тикусино, Итосима                     | 2,495,552        | 101,644              |
| Большой Оита     | Кюсю   | Беппу                                         | 743,323          | 28,881               |

Также, может включать
| город            | область | включая   | Население | ВВП (млн долларов США) |
| ---------------- | ------- | --------- | --------- | ---------------------- |
| Большой Кумамото | Кюсю    | Уки, Коси | 1 102 398 | 39 763                 |